# Izquierda Asturiana
Izquierda Asturiana (IAS) és un partit polític nacionalista asturià, d'esquerra i ecologista. Izquierda Asturiana va ser fundada el 1992 per exmilitants de la Unidá Nacionalista Asturiana que no estaven d'acord amb la línia política de la formació. En el I Alcuentru Nacional, celebrat entre desembre de 1994 i gener de 1995, es van donar els passos necessaris per a la constitució del partit i es van aprovar les seves bases ideològiques. El partit té entre els seus objectius la defensa de l'asturià (des de juny de 2004 és membre del Conceyu Abiertu pola Oficialidá, CAO), així com realitzar una política d'esquerra netament asturiana, sense influències de cap partit extern. Fins ara mai ha comptat amb representació en la Junta General del Principat d'Astúries.
En 1999 va formar la coalició Bloque de la Izquierda Asturiana amb Izquierda Nacionaliega d'Asturies (INA) i el PCPE, que es presentà a les eleccions generals espanyoles de 2000 obtenir 1.085 vots, i després dels fracassos electorals es va dissoldre en 2002, i una part de la militància va confluir amb Izquierda Unida per formar el 2003 el Bloque por Asturies. A l'abril de 2007 van constituir una coalició en la qual presentar-se a les eleccions autonòmiques i municipals d'aquest any amb un sector d'Andecha Astur i Los Verdes-Grupo Verde, sota el nom d'Unidá.
En el context de la crisi financera espanyola de principis de la dècada del 2010, recollint el relleu del Moviment 15-M va sorgir el partit Podem, que va tenir un ràpid creixement mediàtic i social i a les eleccions europees del 2014 i a les eleccions municipals i autonòmiques de maig de 2015 va aconseguir notables resultats a tot Espanya. Com a resposta a la divisió dels moviments d'esquerra la plataforma social Unitat Popular en Comú va intentar la confluència de totes les organitzacions de cara a crear una candidatura única per a les eleccions generals espanyoles de 2015, però Podem va rebutjar a integrar-se en aquest moviment, i finalment es va formar la coalició Unitat Popular amb Esquerra Unida, Unitat Popular en Comú, Chunta Aragonesista, Izquierda Asturiana, Batzarre, Construint l'Esquerra-Alternativa Socialista, Segoviemos i Esquerra Castellana. La coalició va obtenir 923.133 vots i dos diputats, sent la cinquena força més votada.
La seva organització juvenil es deia Mocedá d'Izquierda Asturiana, i va anunciar públicament a principis de 2008 la seva dissolució com organització de joventut del partit Izquierda Asturiana per raons de discrepància estratègica, segons comunicat de premsa enviat als mitjans

## Història electoral d'IAS

### Congrés dels Diputats
| Any  | Vots  | % a Astúries | Diputats | Candidatura                      |
| 2008 | 848   | 0,12         | -        | Unidá                            |
| 2004 | 831   | 0,12         | -        | Izquierda Asturiana              |
| 2000 | 1.085 | 0,17         | -        | Bloque de la Izquierda Asturiana |

### A laJunta General del Principat d'Astúries
| Any  | Vots           | %              | Membres        | Candidatura                      |
| 2007 | 3.848          | 0,7            | -              | Unidá                            |
| 2003 | no es presentà | no es presentà | no es presentà | no es presentà                   |
| 1999 | 1.366          | 0,22           | -              | Bloque de la Izquierda Asturiana |